# Claudia Rodríguez (futbolista)
Claudia Rodríguez Abella (Caracas, Venezuela, 2 de mayo de 1995) es una futbolista venezolana que juega como defensa en el CD Parquesol de la Primera Nacional española y en la selección femenina de Venezuela.

## Carrera internacional
Rodríguez representó a Venezuela en el Campeonato Sudamericano Femenino Sub-20 de 2014. En categoría absoluta, disputó la Copa América Femenina 2014.

## Vida personal
Rodríguez tiene nacionalidad española.